# Le Steak (album)
Pour les articles homonymes, voir Le Steak et Steak (homonymie).
Albums de Maxime Le Forestier
Mon frère Olympia 1973
Le Steak est le second album studio de Maxime Le Forestier, sorti en 1973.
À nouveau Jean-Pierre Lemaire, alias Jean-Pierre Kernoa, est l'auteur de plusieurs titres de l'album, Février de cette année là, Parlez-moi de saison, Mauve, Là-où. J'men fous d'la France a été écrit et composé par Marianne Sergent. Catherine Lara et son quatuor à cordes interviennent dans l'accompagnement du titre Mauve.

## Liste des titres
| 1. | Le Steak ou Complainte de ceux qui ont le ventre vide, considérée comme une gaudriole par ceux qui ont le ventre plein |  |
| 2. | Février de cette année-là                                                                                              |  |
| 3. | Parlez-moi de saison                                                                                                   |  |
| 4. | Entre 14 et 40 ans |  |
| 5. | Si tu étais né en mai                                                                                                  |  |

| 1. | Dialogue                |  |
| 2. | Mauve                   |  |
| 3. | Là où                   |  |
| 4. | Les Lianes du temps     |  |
| 5. | Autre Dialogue          |  |
| 6. | J'm'en fous d'la France |  |

## Classement et certifications
| Classement (1973) | Meilleure place |
| ----------------- | --------------- |
| France (SNEP)     | 2               |

| Pays          | Certification | Date | Ventes certifiées |
| ------------- | ------------- | ---- | ----------------- |
| France (SNEP) | Platine       | 1980 | 400 000           |